# Marcus Schmuck
Marcus Schmuck (ur. 18 kwietnia 1925, zm. 21 sierpnia 2005) – austriacki wspinacz. W 1957 r. był członkiem austriackiej ekspedycji, która po raz pierwszy zdobyła Broad Peak. W następnych latach zorganizował i poprowadził ponad 70 wypraw na najwyższe szczyty na całym świecie.

## Pierwsze wejścia
- 1946: Nördlicher Mandlkopf,
- 1948: Wildalmkirchl,
- 1949: Fleischbank,
- Sommerstein,
- 1953: Birnhorn, wejście zimowe,
- 1955: Snökuppelen,
- Falkenstein,
- Westbyfijell,
- 1956: Petit Dru, rekord szybkości – półtora dnia,
- Bischofsmütze,
- 1957: Broad Peak, 8047 m (9 lipca),
- Skil Brum, 7420 m (19 czerwca),
- 1959: Hoggar Denachnet, 2690 m,
- 1963: Koh i Sayoz, 6920 m
- Koh i Shogordok, 6855 m
- 1965: Darban Zom, 7220 m
- Wildalmkirchl,
- 1982: Muztagata, 7546 m, trzecie wejście, nową drogą.

### Książki
- Meine Bergfahrten mit Hermann Buhl. Broad Peak 8047 m, 1958.